# 科克塔什 (莱列克区)

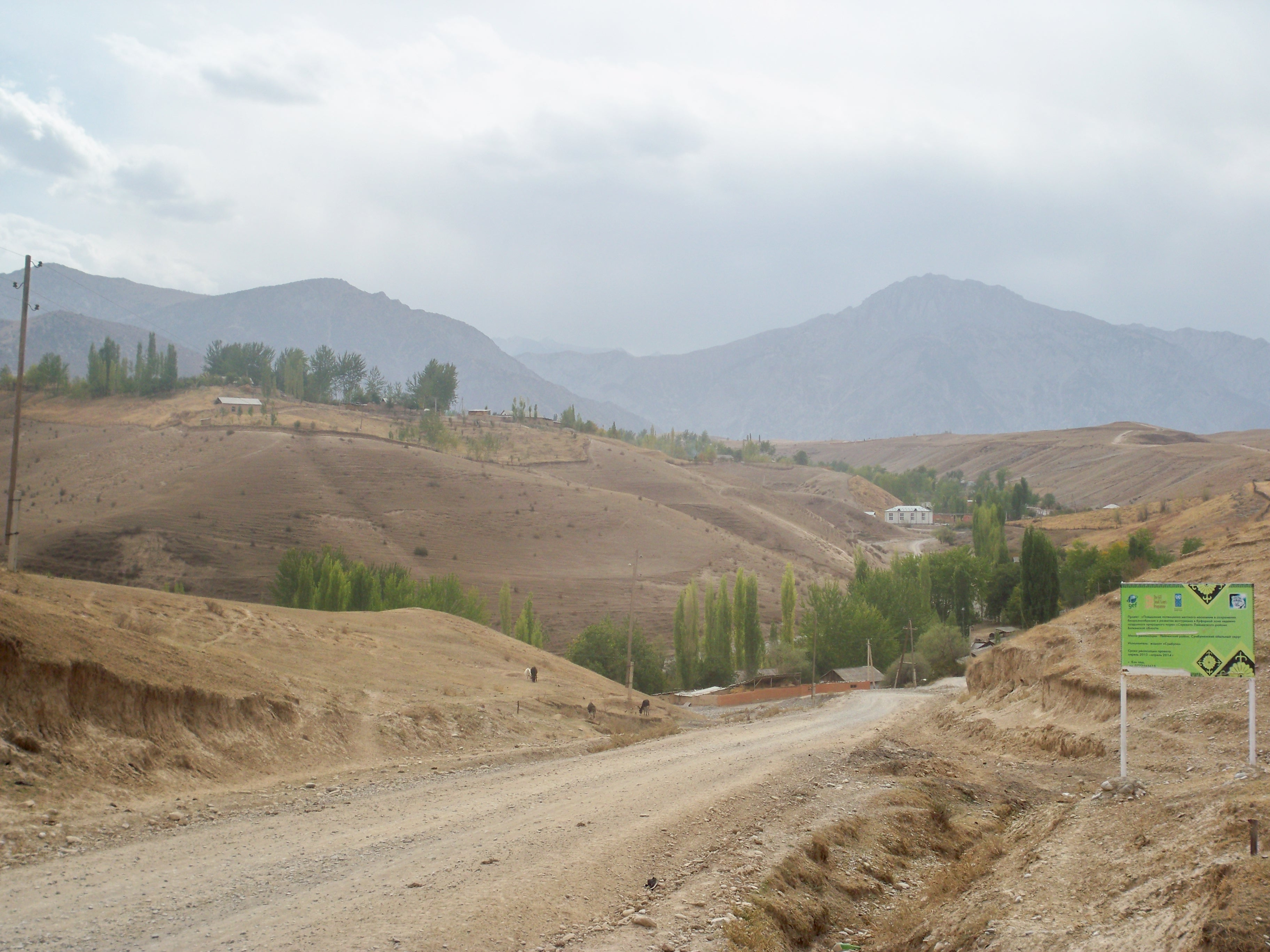

科克塔什是吉尔吉斯斯坦巴特肯州莱列克区下辖的一个村。根据2009年吉尔吉斯共和国人口普查，该村人口为3187人。